# Лівша (фільм)
«Лівша» (рос. «Левша») — російський радянський художній фільм за мотивами однойменної повісті М. С. Лєскова.

## Зміст
Англійські майстри славилися на весь світ своїми мініатюрними виробами. Один з них — крихітна штучна блоха була подарована російському імператору Олександру. Та знайшовся в Росії умілець кращий, ніж заморські ремісники. Знаменитий Лівша взявся підкувати малесеньку блоху і довести, що вміння російських ковалів поза конкуренцією.

## Ролі
- Микола Стоцький — Лівша
- Володимир Гостюхін — отаман Платов
- Леонід Куравльов — імператор Олександр I Павлович
- Юрій Яковлєв — імператор Микола I «Палкович»
- Лев Лемке — міністр Кісельвроде
- Олександр Суснін — старий коваль
- Сергій Паршин — тульський майстер-зброяр
- Микола Лавров — чорний джентльмен
- Микола Крюков — одноокий аглицький адмірал
- Віктор Смирнов — полшкипер
- Анатолій Сливников — городовий
- Віктор Бичков — франт
- Євген Баранов
- Костянтин Воробйов
- Валерій Захар'єв
- Аркадій Коваль
- Йосип Кринський
- Ольга Самошина
- Станіслав Соколов
- Георгій Тейх
- Анатолій Худолієв
- Альфред Шаргородський
- Олександр Естрін

## Знімальна група
- Сценарист і режисер-постановник: Сергій Овчаров
- Оператор-постановник: Валерій Федосов
- Художник-постановник: Наталія Васильєва
- Композитор: Ігор Мацієвський
- Звукорежисер: Володимир Персов

## Факти
- Частина зйомок проводилася у великому палаці в Гатчині.